# Gao Ling
Gao Ling (født 14. marts 1979 fra Wuhan i Folkerepublikken Kina) er en kinesisk badmintonspiller. Hun har tilsammen vundet fire medaljer i OL, to guld, en sølv og en bronzemedalje.